# Emboscada
Una emboscada es una táctica militar consistente en un ataque sorpresivo contra una unidad enemiga que se encuentra en movimiento u ocupando una posición de manera temporal. Usualmente ocurre después de acecharla por un período de tiempo, suele ser un encuentro breve, no requiere capturar y/o mantener el terreno y es un combate a corta distancia.
El ejército estadounidense desarrollo diversas categorizaciones. Están las improvisadas, realizadas cuando una patrulla se encuentra con el enemigo sin ser detectada y decide aprovechar la oportunidad para emboscar, y las deliberadas, cuando se planifica cuidadosamente la acción en un lugar predeterminado. También pueden dividirse en puntuales, es decir, cuando hay una sola «zona de muerte» donde se ataca al enemigo, o de área, cuando hay dos o más zonas de muerte. Y por último, se las clasifica por formaciones en lineales, donde los atacantes forman en paralelo a la ruta del enemigo, usualmente en terreno abierto para que el enemigo no tenga donde huir, y en curva con forma de L, con un grupo de asalto posicionado en paralelo a la ruta del enemigo y otro de apoyo que forma un punto de presión, siendo más usada en senderos.

## Uso y debilidades
Esta táctica suele usarse en combinación con la retirada fingida. Pueden ser planificadas con bastante tiempo, siendo las de menor escala las más fáciles de realizar exitosamente, aunque otras pueden ser ejecutadas con poca preparación, poco después de detectar a las fuerzas enemigas y por iniciativa de los comandantes en el terreno. Es una de las tácticas más antiguas y suele estar muy relacionada con la guerra de guerrillas y la contrainsurgencia, permitiendo (a un bajo riesgo) causar muchas bajas, interrumpir la libertad de movimiento del enemigo y obtener información.
Para esto se deben saber las rutas de avance y retirada del enemigo, sus puntos de abastecimiento de agua y comida o guardan sus pertrechos, y en qué lugares la vegetación permite ocultarse ya que ahí se debe elegir donde golpear. Al mismo tiempo, se debe averiguar las actividades, intenciones y capacidades de fuego del enemigo, ya que permite seleccionar mejor el terreno y armas a utilizar, realizar una preparación minuciosa para considerar todos los factores y eventualidades posibles a los que se deba reaccionar, un plan y órdenes simples, negar al enemigo todo conocimiento de lo que se planea, camuflar toda unidad o vehículo que se utilizara tener el mayor poder de fuego posible con el que abrumar al adversario y disciplinar a sus propias tropas para impedir que comentan errores que permitan su detección. El comandante de la fuerza que realiza la emboscada siempre debe ser capaz de controlar a sus hombres.
Uno de los principales contratiempos para una emboscada exitosa es que se descubra antes de tiempo: «El mejor mecanismo de defensa para evitar una emboscada es evitar que tu equipo se meta en una». Durante las guerras samnitas, el cónsul Quinto Fabio Máximo Ruliano marchaba con su ejército cuando sus exploradores detectaron a los samnitas en las laderas alrededor de Tiferno, un valle angosto rodeado de montañas boscosas. Para atravesarlo mandó formar en un cuadro de infantería y los samnitas, al darse cuenta de que habían sido descubiertos, decidieron formar en el valle. En la posterior lucha, las legiones romanas se impusieron. También está el caso del rey de Dacia, Decébalo, quien intentó emboscar al emperador Trajano, para ello construyó una empalizada que bloqueaba la salida del estrecho valle y en los montes boscosos a ambos lados oculto arqueros y jinetes, pero el emperador se dio cuenta de la encerrona y mandó a la mitad de sus legiones a limpiar los montes de enemigos mientras el resto asaltaba la empalizada. En tiempos modernos, como en la guerra de Vietnam, los estadounidenses desplegaban varios soldados en los flancos de sus columnas para protegerse y evitaban marchar de a uno.
Otra es la indisciplina de las tropas atacantes. Cuando el caudillo de los queruscos, Arminio, intentó emboscar al legado Aulo Cecina Severo, los germanos sorprendieron a los romanos cruzando un pantano y estaban a punto de masacrarlos, pero prefirieron saquear su impedimenta. Esto permitió a las legiones llegar a terreno sólido y construir un campamento. Entonces, Arminio mandó dedicarse a acosar constantemente a los romanos durante el resto de su marcha y matarlos de a poco, pero sus lugartenientes prefirieron asaltar el campamento. Los legionarios se dieron cuenta y contraatacaron, dispersando a los germanos, lo que les permitió retirarse sin ser molestados. Durante la conquista de la Galia, el ejército del procónsul Cayo Julio César fue emboscado junto al río Sambre por los nervios ocultos en una colina boscosa en la otra orilla. Probablemente esperaban atacarlo cuando estuviera marchando o peor, cruzando el río. Afortunadamente para César, prefirió detenerse y hacer construir un campamento en su orilla, lo que debió sorprender a los nervios, que decidieron atacarlo de todas formas. Los disciplinados legionarios formaron y resistieron sin esperar órdenes. Su comandante, con sangre fría, fue a la primera línea a darles ánimos y finalmente contraatacaron, «convirtió una inminente derrota en una aplastante victoria».
Tampoco se debe subestimar la capacidad del mando y la disciplina de los atacados. En la Tercera Cruzada, Saladino intentó emboscar a Ricardo Corazón de León quien lideraba una columna cruzada por un camino entre el mar y un bosque donde se ocultaban los musulmanes. Los atacantes arrojaron flechas sobre los cristianos e intentaron envolverlos atacándolos por la retaguardia y la vanguardia a la vez, pero el rey inglés fue capaz de resistir el ataque y organizar una carga de caballería que dejaron atrapados a los musulmanes entre los cruzados y el bosque, dispersándolos. En Vietnam, muchas emboscadas del Vietcong fracasaban porque atacaban en las carreteras a convoyes estadounidenses de vehículos acorazados mejor armados. En cuanto eran atacados, los carros respondían y pedían ayuda a la artillería y refuerzos transportados en helicópteros.

## Ejemplos
Durante la segunda guerra púnica, Aníbal Barca sabía que era seguido por el cónsul Cayo Flaminio, por lo cuando recorrió un estrecho camino entre unas montañas y el lago Trasimeno ocultó a sus hombres en las primeras durante la noche. A la mañana siguiente, Flaminio entró en el camino sin explorar y con las montañas cubiertas de niebla, cuando los púnicos les atacaron desde arriba. Los romanos no fueron capaces de formar en ese espacio y Flaminio fue muerto. Muchos de sus hombres intentaron escapar por el lago, donde se ahogaron por el peso de sus armaduras. Se le considera la mayor emboscada de la Historia. Poco después de Cannas, los romanos sufrieron otro desastre militar cuando el cónsul sufecto Lucio Postumio Albino fue sorprendido y muerto por los boyos. Las legiones transitaban por un camino que atravesaba un bosque, entonces los boyos dejaron caer los árboles y aplastaron a la mayoría. Sucedía que los boyos había acerrado los troncos y los mantenían de pie con cuerdas ocultas. Los romanos sobrevivientes intentaron huir fueron masacrados cuando los boyos les cayeron encima.
En la guerra de las Galias, el jefe de los eburones, Ambiórix, convenció a 15 cohortes de salir de su fuerte para ayudar a otra guarnición que supuestamente estaba en problemas. Los romanos entraron en un valle angosto en cuya salida encontraron un ejército de galos, pero al intentar retroceder se encontraron en la entrada con más galos. Además, desde las laderas boscosas en sus flancos les arrojaron proyectiles. Los romanos, con su mando dividido, cargaron al frente, retaguardia y los flancos intentando escapar, pero fracasaron y fueron masacrados.
Arminio emboscó al legado propretor Publio Quintilio Varo en el bosque de Teutoburgo, siendo otro caso en que un ejército completo fue exterminado en una emboscada. Tradicionalmente se asume que la batalla duró unos cuatro días en que las legiones fueron constantemente atacadas hasta su aniquilación final. Sin embargo, una nueva teoría cree que era imposible para los legionarios construir un campamento cada atardecer en esas circunstancias y es más probable que la lucha durara solo unas horas. Durante el reinado de Domiciano, el prefecto del pretorio, Cornelio Fusco, fue enviado a someter al rey Decébalo. Los romanos entraron por un desfiladero llamado las Puertas de Hierro, en cuya salida estaba la ciudad de Tapae, siendo emboscados y masacrados.
En la península ibérica esta táctica fue empleada durante milenios, desde caudillos como Viriato y Quinto Sertorio hasta el carlista Tomás de Zumalacárregui, compensando la falta de medios y hombres con el conocimiento y uso del terreno montañoso, los páramos desolados y la guerra de guerrillas. Durante la Reconquista, en 794, el rey Alfonso II de Asturias emboscó y aniquiló en un desfiladero de la cordillera Cantábrica a un ejército del Emirato de Córdoba que volvía de saquear Oviedo. Durante su reinado, varias columnas moras destinadas a hacer aceifas en tierras cristianas fueron emboscadas: Calahorra (796), Conchas del Arganzón (801) y Hoces del Pisuerga (805). Por último, un siglo después, tras la derrota en Simancas, los moros se retiraron acosados por los campesinos cristianos, que emboscaron a su retaguardia en un barranco, masacrándola.
El emperador Basilio II fue emboscado por Samuel de Bulgaria en la Puerta de Trajano, siendo aniquilado su ejército y sólo volvió a Macedonia vivo gracias a su leal guardia armenia. Dos centurias antes, el emperador Nicéforo I lanzó una gran campaña contra el Primer Imperio búlgaro, saqueando su capital, Plisca, y rechazando las ofertas de paz del jan búlgaro Krum. Entonces, cuando regresaba por los Balcanes se encontró grandes empalizadas que bloqueaban ambas salidas del paso de Vărbica, siendo que ya estaba dentro. A la noche los búlgaros les atacaron desde las laderas y los romanos huyeron en pánico o intentaron escalar las empalizadas. El cráneo del emperador acabó siendo convertido en una copa del jan.
En la guerra de Arauco, el toqui mapuche Lautaro rodeó en los bosques de Tucapel al gobernador español Pedro de Valdivia, enviando constantes contingentes para ir relevando a los que estaban luchando y agotar a los españoles. Valdivia, viendo todo perdido, ordenó una carga desesperada para romper el cerco pero acabó en una ciénaga. Fue capturado y decapitado. Su sucesor, Francisco de Villagra, marchó contra Lautaro, quien lo emboscó en Marihueñu una estrecha llanura entre el mar y un bosque impenetrable. Usando la misma táctica para desgastar a sus enemigos, Villagra fue herido y casi capturado, debiendo retirarse. Décadas después, otro gobernador, Martín García Óñez de Loyola, decidió acampar en Curalaba sin dejar guardias y el toqui Pelantaro les dio muerte a él y sus hombres por sorpresa. Unos años más tarde, Pelantaro emboscó al capitán Juan Rodulfo de Lisperguer cerca de Boroa, dando muerte a casi todos los españoles. Los europeos también utilizaron está táctica contra los indígenas, como en Mataquito, donde dieron muerte a Lautaro, o en Curanilahue.
En épocas más recientes, destacan Domstadtl en la guerra de los Siete Años, un punto de valles y colinas con pequeños bosques de coníferas por donde pasó un gran convoy que debía aprovisionar al ejército prusiano que asediaba Olomouc. Gran parte de los carromatos con suministros fueron capturados y los prusianos debieron abandonar el asedio. Durante su primera guerra con los afganos, el mayor general William George Keith Elphinstone ordenó la retirada de su columna desde Kabul hasta Yalalabad. La mayoría de sus hombres eran cipayos y les acompañaban sus familias, debiendo marchar en pleno invierno por las montañas durante una semana en que constantemente fueron acosados por los afganos de Wazir Akbar Jan. Sólo el cirujano William Brydon y algunos cipayos lograron llegar vivos a Yalalabad.
Posiblemente la mayor emboscada en tiempos recientes sucedió en Abagana durante la guerra de Biafra, cuando un convoy de 6000 nigerianos y 106 vehículos acorazados, transporte de tropa y tanques de combustible al mando del coronel Murtala Mohammed fue atacado por los biafreños. Un proyectil de montero hizo estallar un camión de combustible lleno que generó una llama que quemó todo a 400 metros a la redonda, generando un pánico que llevó a los nigerianos a huir en todas direcciones, pero los esperaban los infantes biafreños y pocos sobrevivieron. Sin embargo, durante el siglo XX la emboscada se volvió una táctica realizada exclusivamente por y contra unidades pequeñas. En Vietnam, la mayoría de los enfrentamientos fueron de una escala relativamente menor, pues la guerrilla evitó grandes combates donde los estadounidenses pudieran usar su mayor potencia de fuego y movilidad, prefiriendo la lucha entre infantería a quemarropa para impedir el uso de artillería o aviones.
El ERVN survietnamita describió seis tipos de emboscadas realizadas por el Vietcong: emboscadas de pequeñas unidades, de patrullas, de convoyes de vehículos, de cruces de ríos, de unidades de limpieza y desde posiciones subterráneas. Era su táctica favorita con el lema: «pelear una pequeña acción para lograr una gran victoria». Si sus exploradores detectaban una columna enemiga en las cercanías, el Vietcong formaba grupos de ataque armados con fusiles AK-47 y ametralladoras RPD. Cuando alguno de los estadounidenses en la cabeza de la columna hacia estallar una trampa explosiva, generando confusión que los guerrilleros aprovechaban para atacar lo más cerca posible e intentar rodear la columna. Cuando el superior poder de fuego de los estadounidenses se hacía patente se retiraban rápido y llevándose sus muertos y heridos. Realizaban sus emboscadas preferentemente de noche y camuflándose en la selva, retirándose rápido al conseguir sus objetivos tácticos para no dar tiempo a los enemigos para lanzar un contragolpe. Los guerrilleros también demostraron poseer una eficiente cadena de mando, cuando emboscaban a una unidad estadounidense y se retiraban, después enviaban un cuerpo mayor que tomaba posiciones para emboscar a la nueva unidad que los estadounidenses solían enviar en respuesta. Para apoyar sus acciones, el Vietcong uso un cuidadoso conocimiento del terreno, trampas cazabobos, estacas punji, minas M18 Claymore y extensos sistemas de túneles. Cuando una unidad estadounidense avanzaba por la jungla francotiradores con ametralladoras podía dispararles sorpresivamente desde algún punto y luego desaparecer por un túnel sin dejar rastro varias veces. Probablemente la mayoría de sus emboscadas fueron improvisadas, mientras que para las preparadas usaban señuelos para atraer a los estadounidenses a zonas mortales donde atacarlos.
En Vietnam, los guerrilleros elegían el momento y lugar de los combates, lo que obligaba a los estadounidenses a buscar maneras de imponer su estilo de guerra y ganar la iniciativa. Se obsesionaron tanto que al iniciarse un combate informaban que habían sido emboscados aunque hubieran sido enviados sabiendo que el Vietcong estaba ahí. Para responder, los estadounidenses organizaban emboscadas deliberadas. Movían a sus compañías por la noche en M113 hasta encontrar un lugar adecuado. Ahí dejaban a la infantería y los vehículos volvían a zonas seguras donde los M113 formaban un círculo como perímetro defensivo. Los infantes elegían un lugar donde realizar la emboscada y puntos de reunión donde reunirse si algo salía mal, luego vigilaban un rato el sitio de la emboscada para evitar exploradores y se enviaban dos parejas de soldados, una camino arriba y otra camino abajo a cierta distancia para eliminar exploradores, avisar si venían unidades de guerrilleros y cuántos eran para evitar atacar unidades demasiado numerosas. Después se instalaban minas Claymore a lo largo del sendero, se desplegaba el equipo de ataque listo para detonarlas y se esperaba uno o dos días hasta que el Vietcong apareciera. Cuando llegaba el jefe de la unidad ordenaba las detonaciones y luego se usaban los M16 para acabar con los guerrilleros que quedaran. Finalmente, se retiraban rápido y borrando las huellas para evitar ser cazados. En otras ocasiones, si los soldados estadounidenses detectaban sorpresivamente sin ser vistos formaban una línea de tiro y quedaban quietos hasta que los guerrilleros se acercaran.
Una emboscada puede darse también en un escenario urbano, como pudo demostrarse en la primera guerra de Chechenia y la defensa y reconquista de Grozni, especialmente en la primera donde destruyeron numerosos BMP-1, BTR-80, tanques T-62 y T-72 y helicópteros de combate Mil Mi-24. Los rebeldes chechenos formaron unidades de 15 a 20 milicianos armados con AK-47, RPG-7 o RPG-18 para emboscar en las estrechas calles y rápidamente retirarse, atacando incluso de noche aprovechando la poca preparación de los rusos para el combate nocturno. Estos ataques solían ser en sentido vertical, desde los sótanos, tejados y habitaciones de pisos superiores de los edificios, permitiéndoles evitar las mejores protecciones de los tanques rusos, preparados para un ataque desde adelante, y confundir a los soldados, entrenados para combate en terreno abierto. También utilizaron francotiradores, armas químicas caseras y trampas contra la infantería y cañones ZSU-23-2 y ametralladoras pesadas KPV contra los helicópteros.
Una emboscada puede darse también en un momento vulnerable para un ejército como el cruce de un río. Sun Tzu escribió «Cuando un enemigo que avanza cruza un río, no lo ataques al llegar a la orilla. Es conveniente dejar que la mitad de sus efectivos haya cruzado, entonces ataca». Durante las Primaveras y otoños, el duque Xiang de Song se encontró en Hongshui a un ejército del estado de Chu más numeroso cruzando un río. A pesar de que sus ministros le aconsejaron atacar por sorpresa mientras su enemigo aún no acababa de cruzar, el duque se negó. Cuando el ejército de Chu había terminado de cruzar pero aún no había ordenado sus filas, el duque nuevamente se negó a ordenar un ataque y sólo lo hizo cuando el enemigo estaba listo, resultando herido y su ejército diezmado. El episodio se hizo tan conocido, que durante la guerra civil china Mao Zedong dijo sobre su forma de hacer la guerra: «Nosotros no somos como el duque de Sung».
En la guerra de Arauco, cuando la vanguardia de los españoles cruzó por un puente de barcas el río Bueno, cuncos y huilliches ocultos en los bosques cercanos atacaron. Los españoles intentaron enviar refuerzos, pero el puente colapsó por el excesivo peso y muchos soldados se ahogaron. En tiempos recientes, durante la guerra de Ucrania, los rusos intentaron cruzar el río Síverski Donets mediante un puente de pontones, pero los ucranianos detectaron la operación con exploradores, drones e imágenes satelitales y contraatacaron con fuego de artillería y drones. Los oficiales rusos no tenían autorización para cambiar los planes del alto mando y realizaron cinco intentos prácticamente suicidas, perdiendo más de 80 vehículos y cientos de soldados. En palabras del veterano estadounidense John Antal: «Los rusos, chinos, iraníes y norcoreanos no creen que "quien piensa gana". Ellos creen que "quien obedece gana", y ensalzan episodios de su historia militar donde se exhibe esta determinación estoica».

### Clásicas
Los libros son citados en números romanos y capítulos y párrafos en números arábigos. Entre paréntesis aparecen los apellidos de los traductores de las ediciones usadas con el año correspondiente y las páginas citadas.
- Sun Tzu. El arte de la guerra. En Tooney, Enrique (2017). El arte de la guerra de Sun Tzu. Madrid: Sexto Piso. Ilustraciones de Damián Ortega. ISBN 978-84-16677-74-0. Véase también en Giles, Lionel (2000). Sun Tzu On The Art Of War (en inglés). Leicester: Allandale (numeración de páginas según PDF). ISBN 1-903328-03-9. Véase también en Changing minds.
- Tito Livio. Historia de Roma (Ab Urbe condita, AUC). Libro X. Véase en Roberts, Canon (1912). Livy. History of Rome: Books 8-10 (en inglés) 4. Nueva York: E. P. Dutton and Co.
- Tito Livio. Historia de Roma. Libro XXII. Véase en Foster, Benjamin Oliver (1929). Livy. History of Rome: Books 21-22 (en inglés) 5. Cambridge: Harvard University Press.
- Tito Livio. Historia de Roma. Libro XXIII. Véase en Macaulay, George Campbell (1885). Livy, books XXIII and XXIV (en latín). Londres: Macmillan. Véase también en Roberts, Canon (1912). Livy. History of Rome: Books 23-25 (en inglés) 6. Nueva York: E. P. Dutton and Co.

### Moderna
- Antal, John F.; Rounds, Mike (2023). Next War: Reimagining How We Fight (en inglés). Havertown: Casemate. ISBN 9781636243368.
- Arnold, James R. (1994). Ofensiva del Tet 1968. Momento decisivo en Vietnam. Barcelona: Osprey. Traducción inglés-español por Rosa Cifuentes y Pablo Ripollés. ISBN 8478384774.
- Baxter, Peter (2014). Biafra: The Nigerian Civil War, 1967-1970 (en inglés). Solihull: Helion. ISBN 9781909982369.
- Chandler, David G. (1974). The Art of Warfare on Land (en inglés). Londres: Hamlyn Publishing Group. ISBN 0600301370.
- Collins, Roger (2014). Caliphs and Kings: Spain, 796-1031 (en inglés). Oxford: Willey. ISBN 9781118730010.
- D'Amatio, Raffaele (2020). «The army of Basil II in the wars against Samuil the Comitopoulos».  En Georgios Theotokis, Marek Meško, ed. War in Eleventh-Century Byzantium (en inglés). Abington: Taylor & Francis. pp. 289-314. ISBN 9780429576881.
- DND (1977). Ambush and Counter-ambush (en inglés). Ottawa: Department of National Defence (DND).
- Duffy, Christopher (2015). Frederick the Great: A Military Life (en inglés). Londres: Routledge. ISBN 9781317408499.
- Eckstein, Arthur M. (2023). Senate and General: Individual Decision Making and Roman Foreign Relations, 264-194 B.C. (en inglés). Santa Bárbara: University of California Press. ISBN 9780520335349.
- Encina, Francisco Antonio; Leopoldo Castedo (2006a). Historia de Chile. Descubrimiento y conquista I. Santiago: Editorial Santiago. ISBN 9568402691.
- Encina, Francisco Antonio; Leopoldo Castedo (2006b). Historia de Chile. La Colonia y la Ilustración II. Santiago: Editorial Santiago. ISBN 9568402705.
- Franz, Wallace P. (1992). «Airmechanization. The Next Generation». Professional Journal of the United States Army (en inglés) (Fort Leavenworth: Command and General Staff School) LXXII (1): 59-66. ISSN 0026-4148.
- Garate Córdoba, José María (1981). Historia del ejército español: Los orígenes I. Madrid: Gráficas Becefe. ISBN 9788450043761.
- Hoang, Ngoc Lung (1980). Strategy and Tactics (en inglés). Washington DC: U.S. Army Center of Military History.
- Liddell Hart, Basil Henry (1967). Strategy: The Indirect Approach (en inglés). Londres: Penguin.
- Márquez A., Alberto (2001). «Batalla de Arsuf».  En Telmo Meléndez, ed. Las grandes guerras del milenio. Las Cruzadas I. Santiago: Ercilla. pp. 36-37.
- Page, Tim (1993). Nam. Crónica de la guerra de Vietnam 1965-1975. Barcelona: Planeta-De Agostini. ISBN 84-395-0766-6.
- Perrett, Bryan (2007). British Military History For Dummies (en inglés). Chichester: Wiley. ISBN 9780470032138.
- Rhodes, John E. (1998). «Appendix J. Lessons Learned from Russian Military Operations in Chechnya 1994-1996». Military Operations on Urbanized Terrain (MOUT) (en inglés). Washington DC: U.S. Government Printing Office (numeración de páginas según PDF). pp. 347-355.
- Treadgold, Warren (1997). A history of the Byzantine state and society (en inglés). Standford: Stanford University Press. ISBN 9780804724210.
- Valdés Puga, Enrique; Espinoza Palma, Virgilio (1997). Historia militar de Chile I. Santiago: Estado Mayor del Ejército de Chile.
- Venckus, James L. (2009). Rome In The Teutoburg Forest (en inglés). Fort Leavenworth: University of Illinois.
- Wilcox, Peter; Duncan B. Campbell (2011). La Guerra de las Galias. Barcelona: Osprey Publishing. Traducción inglés-español por Isabel Galera Ibáñez. ISBN 978-84-473-7335-2.